# Виґода-Смошевська
Виґода-Смошевська (пол. Wygoda Smoszewska) — село в Польщі, у гміні Закрочим Новодворського повіту Мазовецького воєводства.
Населення — 319 осіб (2011).
У 1975-1998 роках село належало до Варшавського воєводства.

## Демографія
Демографічна структура станом на 31 березня 2011 року:
|          | Загалом | Допрацездатний вік | Працездатний вік | Постпрацездатний вік |
| -------- | ------- | ------------------ | ---------------- | -------------------- |
| Чоловіки | 155     | 40                 | 103              | 12                   |
| Жінки    | 164     | 40                 | 97               | 27                   |
| Разом    | 319     | 80                 | 200              | 39                   |